# Rosanna Davison
Rosanna Davison (Condado de Dublin, 17 de abril de 1984) é uma nutricionista, modelo e rainha da beleza da Irlanda que venceu o concurso Miss Mundo 2003. 
É filha do cantor de música pop irlandês Chris de Burgh e foi a primeira de seu país a vencer este concurso.

## Biografia
É filha do cantor Chris de Burgh e de sua esposa Diane, tendo ele escrito a canção For Rosanna para ela. Em casa, segundo a revista espanhola Hola é chamada apenas de Rosie.  
Em seu Instagram ela se descreve como "nutricionista personalizada e autora bestseller". Após ter sido Miss Mundo, Rosanna formou-se em Terapia Nutricional, com mestrado em Nutrição Personalizada pela Universidade de Middlesex e cursos na Faculdade de Medicina Naturopática e no Instituto de Medicina Funcional dos Estados Unidos. É casada com Wesley Quirke e o casal tem três filhos, uma menina chamada Sophia Rose Quirke, gerada por barriga de aluguel, e os gêmeos Hugo e Oscar. 

## Participação em concursos de beleza
Rosanna foi coroada Miss Irlanda no e City West Hotel, Dublin, em agosto de 2003, o que lhe deu o direito de participar do Miss Mundo.
Meses depois, na China, aos 19 anos, ela foi coroada Miss Mundo 2003 ao derrotar outras 105 concorrentes. Seu pai, Chris de Burgh, segundo o China Daily teria dito "estou profundamente orgulhoso dela". Entre os jurados que ajudaram a elegê-la estava o ator Jackie Chan.
"Ela alcançou a fama em 2003 quando ganhou o Miss Mundo", escreveu o The Irish Sun em 2019.
Nota: imagem de Rosanna logo após ser coroada Miss Irlanda

## Vida após os concursos de beleza
Em seu site ela escreve: "desde que ganhei o Miss Mundo em 2003, aos 19 anos, trabalhei como modelo para inúmeras marcas irlandesas e globais, da Volkswagen Alemanha à Playboy América". Ela foi a primeira irlandesa e a primeira Miss Mundo a aparecer na capa da Playboy, na edição alemã de outubro de 2012. 
Na época, ela falou para o Independent Sunday que aparecer nua na revista a havia ajudado a lidar com suas inseguranças, tendo a publicação também citado que a organização Miss Mundo havia ficado decepcionada com sua decisão. "Uma pessoa de sua posição não deveria ter tirado toda roupa", teria dito Angie Beasley, do Miss Inglaterra.
Em agosto de 2018, ao se completarem 15 anos de sua vitória no Miss Mundo, ela foi convidada especialmente para fazer parte do corpo de jurados do Miss Irlanda.
Rosanna casou-se em 2014 com Wesley Quirke e em novembro de 2019 o casal teve uma filha através do método de barriga de aluguel. Meses antes do nascimento da menina, ela disse que durante vários anos tentou ser mãe, mas que seu corpo sempre rejeitava os embriões, fazendo-a ter 14 abortos naturais. 
Em outubro de 2022 ela revelou que sua filha havia sido gerada em Kiev por Anastasia Berezan (Анастасия Березань ). 
Em novembro de 2020 Rosanna teve meninos gêmeos gerados de forma totalmente natural, apesar de ter tido um 15º aborto antes desta concepção. Ela revelou depois que descobrir a gravidez foi um verdadeiro "choque e encanto".   

### Carreira como nutricionista
Em 2013 Rosanna se formou em Nutrição e passou a dar aulas particulares sobre o assunto, ensinando os clientes a prepararem refeições saudáveis. Depois, lançou um website, o rosannadavisonnutrition.com, onde dá dicas sobre alimentação, saúde e bem-estar, além de divulgar seu trabalho.
Como nutricionista, ela acabou se envolvendo em algumas polêmicas. Em  agosto de 2015 o jornal Irish Times escreveu que a associação Arthritis Ireland havia negado que casos de artrite poderiam melhorar com uma dieta sem glúten. "Ela diz que o glúten é o cara mau", escreveu a publicação, adicionando que "no início deste ano ela também enfureceu os produtores de leite da Irlanda quando incentivou o público a eliminar os laticínios da sua dieta diária".

### Carreira como escritora
Rosanna lançou alguns livros sobre nutrição, mas foi o livro When Dreams Come True (Quando sonhos se tornam reais), sobre sua experiência com a maternidade, que a fez virar uma autora de sucesso.  
- Eat Yourself Beautiful: True Beauty, From the Inside Out (2015)
- Eat Yourself Fit (2016)
- When Dreams Come True: The Heartbreak and Hope on My Journey to Motherhood (2021)